# Diego de Comontes
Diego de Comontes (aldea de Comontes, Valencia de Don Juan, provincia  de León) era hijo de Garci Alfonso de Robles, I Señor de Comontes (1424), y de Teresa Alfonso. Era sobrino carnal de Fray Diego de Bedán, también Obispo de Cartagena.

## Biografía
Fue Obispo de Badajoz (?-1442) y Obispo de Cartagena (1442-1462).
"Malos tiempos fueron los de este obispo. La toma de Constantinopla, el cisma de Basilea, las disensiones entre los reyes de Castilla y de Aragón, los conatos y creación, al fin y después de porfiado litigio, de la diócesis oriolana; las correrías de los moros granadinos, las turbulencias que produjo la desapoderada ambición de Alonso Fajardo El Bravo, la represión de estas turbulencias por el comendador de Aledo D. Alonso Lisón, encargado de ello por Enrique IV (1455 diciembre 28), el vencimiento mismo que motivó la célebre carta de 1457, agosto 20, una grande avenida del Segura, en 1446, que casi asoló la capital... hicieron peores en este reino de Murcia, tiempos que, en toda Europa, fueron malos. Y aunque del mal nunca sale bien, á veces da ocasión para que nazca este de mejor padre, y las cuestiones y litigios con os aragoneses sobre la creación del obispado de Orihuela (Diócesis de Orihuela-Alicante), dieron motivo al estudioso Comontes para que ordenara y estudiara el archivo de su iglesia, y escribiera su Fundamentum ecclesiae cartaginensis, en que comprendió la historia brevísima de sus antecesores, que tengo á la vista mientras escribo estas líneas, aunque el maestro Gil Dávila, con su ligereza habitual, dice que es historia que no se goza. También el atrevimiento y demasías de los moros granadinos llegaron á punto de conmover todo el reino de Murcia, y de unirlo y excitarlo á un esfuerzo que dio de sí la memorable batalla de Los Alporchones: tuvo lugar el 17 de marzo de 1452, día de San Patricio, por lo que Murcia y Lorca tomaron al Santo por patrono.
A pesar de no favorecerle tales malos tiempos, el obispo Comontes dio notable impulso a las obras de la iglesia catedral que, en 1447, salió de cimientos. En 1462 tuvo cerradas sus cúpulas.
Organizó la capilla de cantores franceses y estilo y canto de la capilla del papa. También cooperó a que la ciudad (Murcia) levantase ermita a San Benito, hoy la iglesia del Carmen, cediendo al objeto (1451 agosto 1) solar y cementerio que fueron de la mezquita de Alhariella.
Durante este episcopado, vinieron a fundar los carmelitas; aprobó Eugenio IV por bula expedida en Sena, en 18 de mayo de 1443, la fundación hecha por Mercader, dos años antes, del convento de franciscanos de Santa Catalina del Monte, cerca de la ciudad de Murcia; y dentro de esta, en el mismo año, fundó el convento de Santa Isabel doña Juana Perea, viuda de D. Juan Porcel, supuesta madre de los siete Porceles que han ocupado las plumas del gran Lope de Vega y del pequeño autor de este libro (Díaz Cassou). Por último, de no haber muerto prematuramente el deán Alfonso Oña, se hubiera realizado la fundación, en la Puebla de Soto, de un convento de Gerónimos (1444).
Murió Comontes en Murcia el 6 de marzo de 1462 y fue enterrado en la capilla de la Catedral, llamada de Comontes o del Pilar. 
Bibliografía
- DÍAZ CASSOU, PEDRO "Serie de los obispos de Cartagena" - sus hechos y su tiempo - 1895, Madrid.

| Predecesor: Juan de Villalón    | Obispo de Badajoz ?-1442      | Sucesor: Juan de Morales |
| Predecesor: Fray Diego de Bedán | Obispo de Cartagena 1442-1462 | Sucesor: Lope de Ribas   |